# Anisopholis squamulifera
Anisopholis squamulifera is een keversoort uit de familie bladsprietkevers (Scarabaeidae). De wetenschappelijke naam van de soort is voor het eerst geldig gepubliceerd in 1913 door Moser.